# Pacific Gas and Electric Company
Тихоокеанська газова та електрична компанія (PG&E) — американська інвесторська комунальна компанія (IOU) з публічними акціями. Штаб-квартира компанії знаходиться в Pacific Gas &amp; Electric Building у Сан-Франциско, Каліфорнія. PG&E забезпечує природним газом та електроенергією 5,2 мільйона домогосподарств у північних двох третинах Каліфорнії, від Бейкерсфілда та північної частини округу Санта-Барбара майже до межі штатів Орегон і Невада.
Під наглядом Каліфорнійської комісії з комунальних послуг PG&E є провідною дочірньою компанією холдингової компанії PG&E Corporation, ринкова капіталізація якої станом на 16 січня 2019 року становить 3,242 мільярда доларів. PG&E було засновано 10 жовтня 1905 року в результаті злиття та консолідації попередніх комунальних компаній і до 1984 року стало «найбільшим електропостачальним бізнесом Сполучених Штатів». PG&E є одним із шести регульованих, що належать інвесторам електроенергетичних підприємств (IOU) у Каліфорнії; інші п'ять - це PacifiCorp, Southern California Edison, San Diego Gas &amp; Electric, Bear Valley Electric і Liberty Utilities.

## Історія

### Рання історія

#### Газ Сан-Франциско
У 1850-х роках промисловий газ був введений у Сполучені Штати для освітлення. Більші американські міста на сході будували газові заводи, але на заході не було газової промисловості. Вуличні ліхтарі Сан-Франциско були тільки на Торговій вулиці у вигляді масляних ліхтарів.

#### Газ і електрика Сан-Франциско
Компанії газового господарства, включно з San Francisco Gas Light, зіткнулися з новою конкуренцією з впровадженням електричного освітлення в Каліфорнії. Згідно з публікацією PG&E за 2012 рік та їхньою історією введення в експлуатацію в 1952 році, у 1879 році Сан-Франциско було першим містом у США, яке мало центральну електростанцію для споживачів електроенергії. Щоб залишатися конкурентоспроможним, того ж року San Francisco Gas Light Company представилаАргандову лампу. Лампа збільшила світлову потужність газових вуличних ліхтарів, але виявилася дорогим удосконаленням і не була широко прийнята.  :80–82Тим часом попит на електричне освітлення в магазинах і на фабриках у центрі Сан-Франциско продовжував зростати. Перший електричний вуличний ліхтар був встановлений у 1888 році перед Ратушею, і електрична мережа, що його підтримувала, поступово розширювалася. Друга електростанція була побудована в 1888 році California Electric Light Company для збільшення виробничих потужностей.

### Тихоокеанська газова та електрична компанія

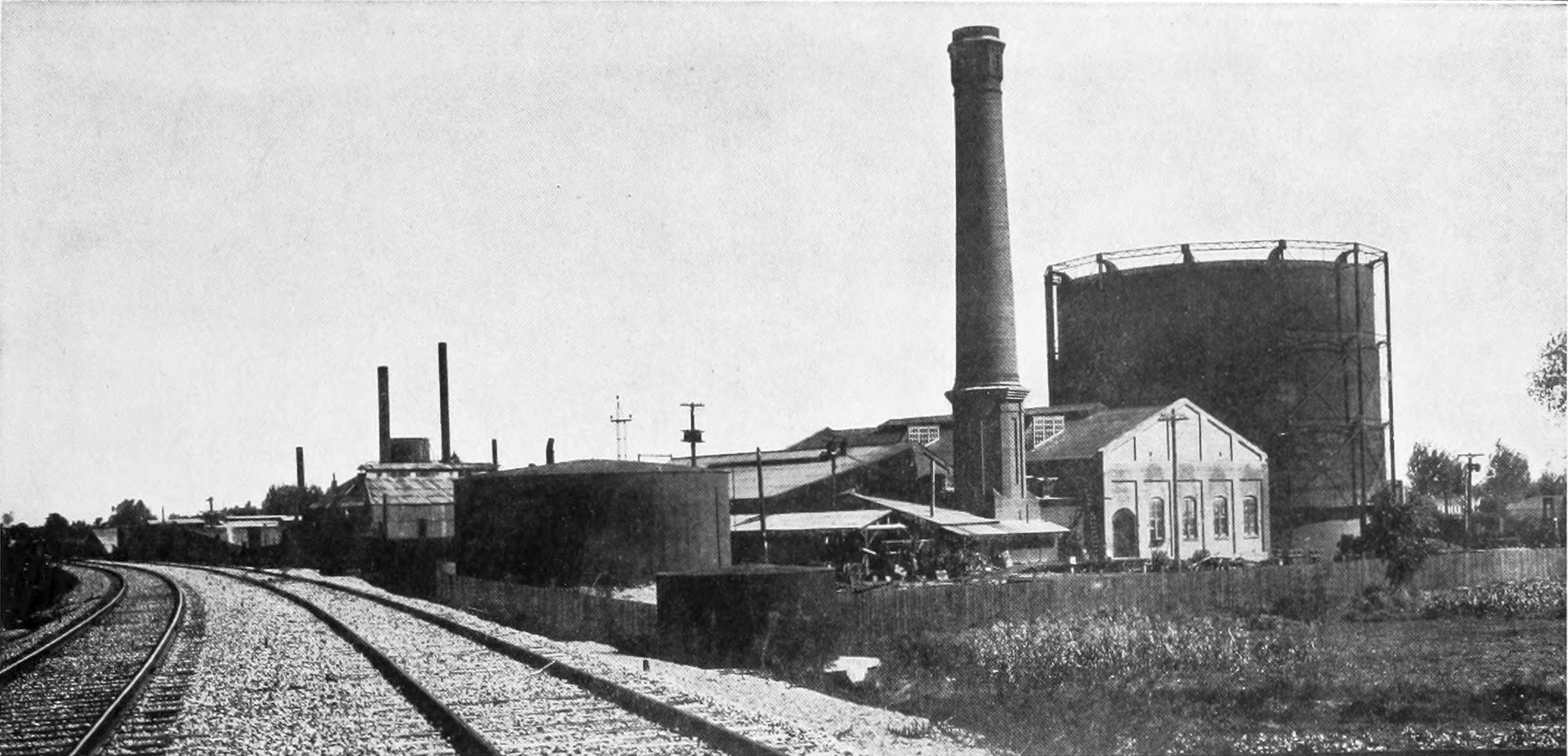
Тихоокеанська газова та електрична компанія в Сакраменто, 1912 рік

Відповідно до історії PG&E за 2012 рік на їхній веб-сторінці, 10 жовтня 1905 року San Francisco Gas and Electric Corporation і California Gas and Electric Corporation об’єдналися, щоб утворити Pacific Gas and Electric Company (PG&E). Консолідація дала California Gas and Electric Corporation доступ до великого ринку Сан-Франциско та базу для подальшого фінансування. Газова та електрична компанія Сан-Франциско, у свою чергу, змогла зміцнити свою електричну систему, яка до того часу повністю живилася від парових електростанцій, які не могли конкурувати з дешевшою гідроелектроенергією. Після злиття інженери та керівництво кожної організації розробили плани координації та об’єднання двох систем Однак до 1911 року дві фірми мали різні фірмові стилі.

## PG&E та навколишнє середовище

### Вуглецевий слід
Pacific Gas and Electric Company повідомила про загальні викиди CO2e (прямі + непрямі) за дванадцять місяців, що закінчилися 31 грудня 2019 року, на рівні 4510 тис. тонн (-60 /-1,3% у річному вимірі).
| Грудень 2016 | Грудень 2017 | Грудень 2018 | грудень 2019 |
| ------------ | ------------ | ------------ | ------------ |
| 4950         | 4650         | 4570         | 4510         |

## Катастрофи

### Забруднення ґрунтових вод у Хінклі, Каліфорнія
З 1952 по 1966 рік компанія PG&E скинула «приблизно 370 мільйонів галонів» стічних вод, забруднених хромом 6, у ставки для розповсюдження стічних вод без підкладки навколо міста Хінклі, Каліфорнія. Компанія PG&E використовувала хром 6 — «один із найдешевших і найефективніших комерційно доступних інгібіторів корозії» — на своїх компресорних станціях у своїх градирнях уздовж трубопроводів для транспортування природного газу.